# سپیده (تصنیف)
«سپیده» که معمولاً به نام «ایران، ای سرای امید» هم شناخته می‌شود، عنوان یکی از تصنیف‌های ساختهٔ محمدرضا لطفی است. سبک آهنگسازی آن کاملاً برگرفته از خوی تند نوازی و مضراب کشی بر روی سیم‌های محمدرضا لطفی است. نخست، درّاب‌هایی تند بر روی نت دو سیم زرد و سپس خیزش‌ها و ملودی‌های گسترشی سریع و دلنشین. آهنگ در دستگاه ماهور ساخته شده است. شاعر این تصنیف هوشنگ ابتهاج (ه. الف. سایه) و خوانندهٔ آن محمدرضا شجریان است. این تصنیف، در همان روزهای نخست انقلاب ۱۳۵۷ ایران ساخته شده و بنابر گفتهٔ مسئولان وقت، لطفی آن را در شب پیروزی انقلاب ایران به رادیو برد و آن را پخش کرد، در صورتی که آنها پیش از آن این تصنیف را ابتهاج به صداوسیمای وقت برده و پیشنهاد همکاری نیز مطرح شده بود ولی با تکبر مسئولان آنها از آنجا رانده شدند و چندی بعد در زمان ورود سیدروح‌الله خمینی به ایران این تصنیف را دوباره طلب می‌کنند و لطفی آن را به دستشان می‌رساند. این تصنیف در آلبوم چاووش ۶ پخش شد و آن آلبوم امروزه با نام سپیده در دسترس می‌باشد.

## ساخت
لطفی دربارهٔ ساخت این قطعه می‌گوید: «تصنیف سپیده دیرتر از مقدمهٔ آن ساخته شده است. چند ماه پیش از نخستین کنسرت این اثر، وقتی به منزل سایه رفتم و با سه‌تار، آهنگ تصنیف را برای او نواختم علاقه‌مند شد که شعر آن را بسراید. خواهش کردم هر چه زودتر اقدام کند چون کنسرت در راه بود و بدون این تصنیف، کارمان ناقص می‌ماند. کار سرودن شعر طولانی شد و من نگران بودم، تا این که یک هفته مانده به اجرای کنسرت شعر آماده شد و من آن را نزد شجریان بردم.»

## متن ترانه
| ۱) ایران ای سرای امید، بر بامت سپیده دمید    |  | بنگر کزین رَهِ پُرخون، خورشیدی خجسته رسید                  |
| ۲) اگرچه دل‌ها پُرخون است، شکوهِ شادی افزون است |  | سپیدهٔ ما گلگون است وای گلگون است، که دستِ دشمن درخون است |
| ۳) ای ایران غمت مَرِساد                        |  | جاویدان شکوهِ تو باد                                     |
| ۴) راه ما، راه حق، راه بهروزی است            |  | اتحاد، اتحاد، رمز پیروزی است                            |
| ۵) صلح و آزادی، جاوِدانه در همه جهان خوش باد  |  | یادِگارِ خونِ عاشقان، ای بهار                              |

۶) ای بهارِ تازه جاوِدان در این چمن شکفته باد

## نسخه‌های دیگر
پس از اجرای آذر ۱۳۵۸، کنسرت دیگری در تالار وحدت و با آواز شهرام ناظری به صحنه رفت.
در دهه هشتاد، لطفی به عنوان آهنگ ساز اثر، آن را در یکی از کنسرت‌هایش با صدای محمد معتمدی اجرا و در قالب آلبومی تصویری منتشر کرد.